# Pochodnia olimpijska

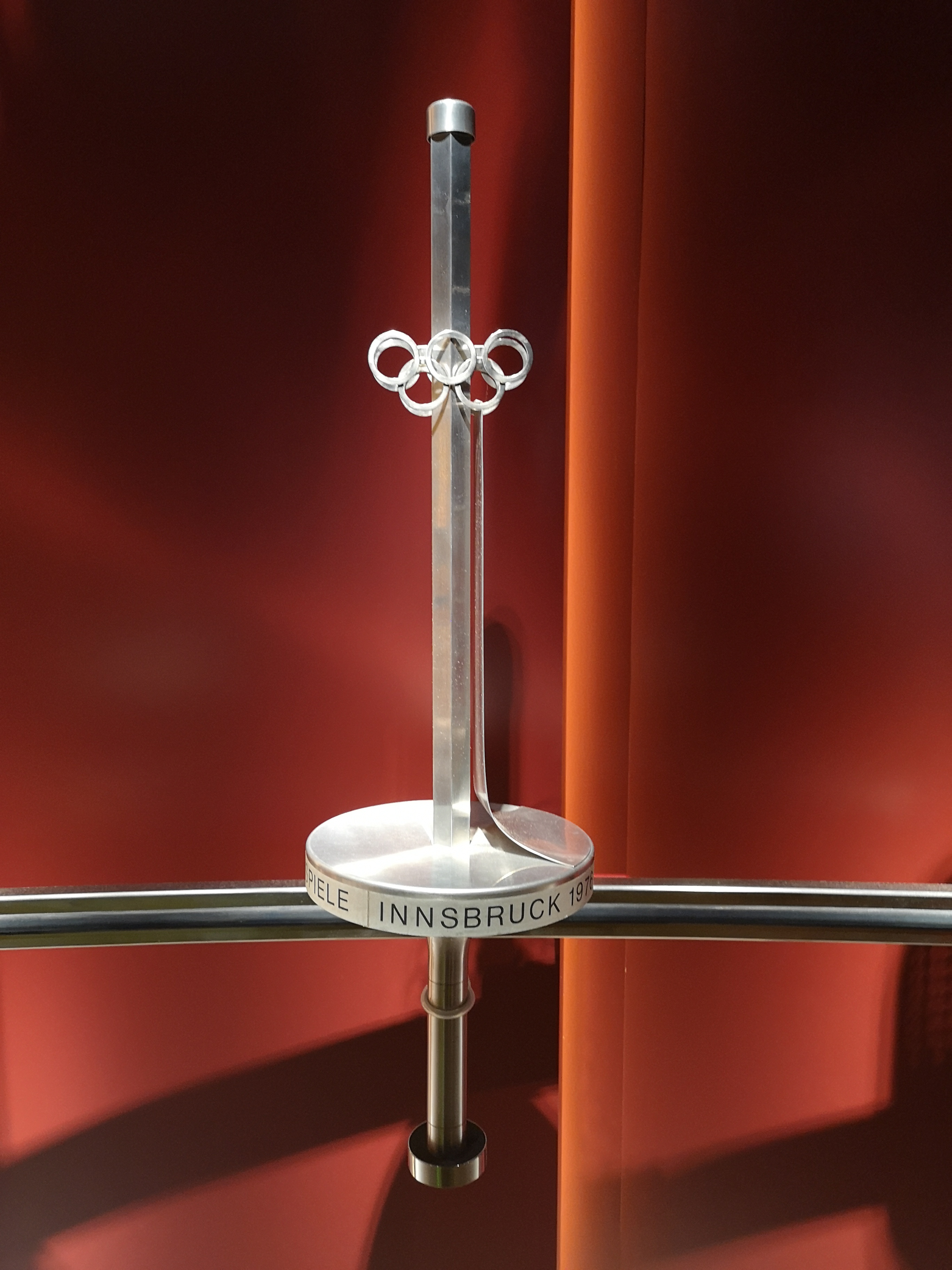
Pochodnia olimpijska Zimowych Igrzysk Olimpijskich 1976 w Innsbrucku z kołami olimpijskimi

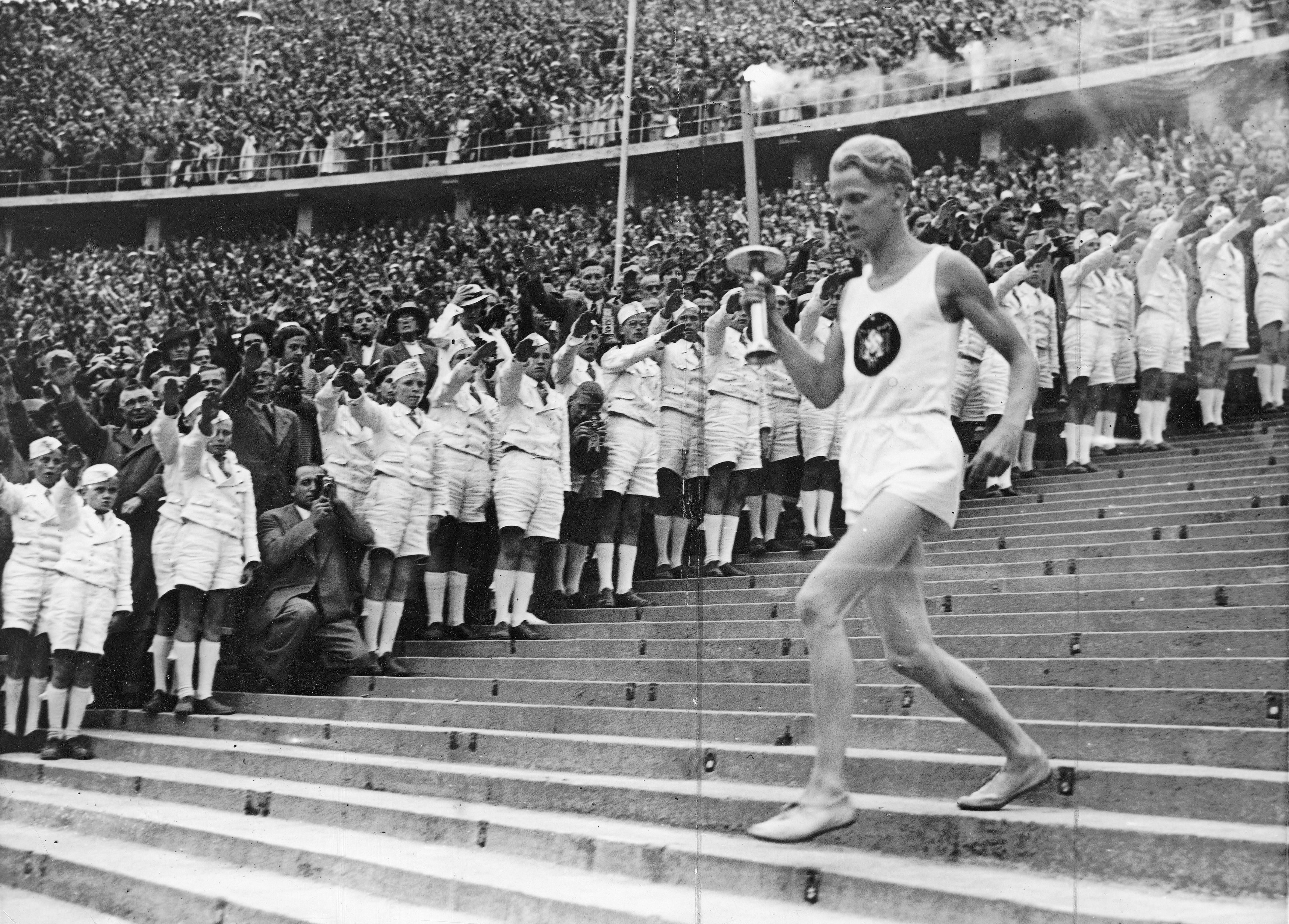
Fritz Schilgen biegnie z pochodnią olimpijską na Letnich Igrzyskach Olimpijskich 1936 w Berlinie

Pochodnia olimpijska – specjalny rodzaj pochodni, w której jest zapalany ogień olimpijski. Przed rozpoczęciem igrzysk olimpijskich urządzana jest z nią sztafeta, a na końcu zapala się nią znicz olimpijski. Jest to także jeden z najbardziej charakterystycznych symboli igrzysk olimpijskich.

## Historia
Historia ognia olimpijskiego sięga Starożytnej Grecji, lecz pochodnie olimpijskie zaczęto używać od 1912 roku, symbolicznie od słów barona Pierre de Coubertin: 

A teraz wspaniali ludzie otrzymali pochodnię. Tym samym podjęli się zachować i dbać o cenny płomień. Nasi młodzi ludzie będą ją mieli przez jakiś czas. Potem pochodnia wypadnie z ich rąk, a inni młodzi ludzie, po drugiej stronie świata, ją podniosą.

W roku 1936 zaczęto uprawiać także sztafetę olimpijską. Powstała ona w nazistowskich Niemczech; inicjatorem był niemiecki działacz sportowy Carl Diem we współpracy z Ioannisem Ketseasem. Jako pierwszy z pochodnią olimpijską biegł Konstantinos Kondyllis, lecz w całej 2075 kilometrowej sztafecie olimpijskiej w 1936 roku brało udział 3075 osób (każdy z nich biegł niecały kilometr). Ostatnim biegaczem, tym samym osobą, która zapalała znicz olimpijski, po długich naradach na terenie Niemiec został Fritz Schilgen.
Pochodnia nie mogła zgasnąć od jej zapalenia aż do podpalenie znicza olimpijskiego w wyznaczonym miejscu. Niekiedy jednak pochodnia gasła w trakcie trasy i trzeba było ją podpalać jeszcze raz, na przykład podczas sztafety Zimowych Igrzysk Olimpijskich 2014 w Soczi pochodnia zgasła przynajmniej 44 razy co wywołało dużo zamieszania na międzynarodowym szczeblu.
Kolejne pochodnie olimpijskie posiadały różne kształty i wielkości. W Letnich Igrzyskach Olimpijskie 2020 w Tokio (przełożonych na rok 2021) w pochodni było paliwo wodorowe.